# Олексюк Олег Васильович
Олексюк Олег Васильович (нар. 21 квітня 1970, м. Олешки) — український письменник, поет, прозаїк, пісняр, громадський діяч. Заслужений працівник культури України (2018), голова Херсонського обласного об'єднання ВУТ «Просвіта» ім. Тараса Шевченка.

## Біографія
Навчався у Цюрупинській середній школі № 1 (1977—1987 роки), Херсонському училищі культури (1987—1991 роки), Херсонському державному педагогічному університеті (факультет української філології, 1994—1999 роки), Національному університеті «Києво–Могилянська академія» (факультет соціальної роботи, 2006—2007 роки), Київському національному університеті культури і мистецтв (факультет менеджменту і бізнесу, 2018—2020 роки). Проходив військову службу у Залізничних військах Радянської Армії (1988—1990 роки).
- 1991—1992 — директор Миколаївського сільського Будинку культури Великолепетиського району.
- 1992—2000 — учитель музики і співу Цюрупинської середньої школи № 1.
- 1997—1998 — керівник вокальної студії Цюрупинського районного Центру дитячої творчості.
- 3 1998 — директор Херсонської філії Видавничого центру «Просвіта».
- 2000—2001 — керівник студії «Літературна творчість» Малої Академії Наук при Херсонському обласному Палаці творчості дітей та юнацтва.
- 2000—2003 — головний спеціаліст навчально-методичного центру управління культури і мистецтв Херсонської обласної державної адміністрації.
- 2003—2005 — головний продюсер Продюсерського центру «Мега-шоу».
- 2006—2007 — провідний фахівець українського культурного центру Херсонського державного університету.
- 2010—2011 — заступник голови Голопристанської районної державної адміністрації з гуманітарних питань.
- 2011—2013 — начальник відділу культури і туризму Голопристанської районної державної адміністрації.
- 3 січня по жовтень 2013 — завідувач сектора культури Голопристанської районної державної адміністрації.
- 3 жовтня 2013 по жовтень 2016 р. — начальник відділу культури Голопристанської районної державної адміністрації[1].
- 2017 р. — начальник відділу адміністративно-господарської роботи управління Виконавчої дирекції Фонду соціального страхування України.

Засновник, керівник та модератор творчих проєктів:
- Вересень 2008 року — «Обласна нарада молодих літераторів Херсонщини» Херсонського обласного об'єднання ВУТ «Просвіта» імені Тараса Шевченка.
- Від 30 травня 2001 року до 12 лютого 2022 року — «Літературні зустрічі» Херсонського обласного об'єднання ВУТ «Просвіта» імені Тараса Шевченка.
- Від 1 грудня 2018 р. — «Артлабораторія „Українська Хата — талантами багата“» Херсонської обласної універсальної наукової бібліотеки імені Олеся Гончара. Головний редактор 17 видань із серії "Бібліотечка Артлабораторії «Українська Хата — талантами багата» Херсонської обласної універсальної наукової бібліотеки імені Олеся Гончара.
- Від 5 лютого 2019 року до 15 лютого 2022 року — «Гордість Херсонщини» Херсонської обласної універсальної наукової бібліотеки імені Олеся Гончара.
- Від 19 вересня 2019 року до 20 лютого 2022 року — «Самоцвіти України» Херсонської обласної універсальної наукової бібліотеки імені Олеся Гончара.
- Від 5 січня 2020 року до 22 лютого 2022 року — «Дебют у Гончарівці» Херсонської обласної універсальної наукової бібліотеки імені Олеся Гончара.

## Громадська діяльність
- 1992 — засновник та постійний голова Цюрупинської районної дитячої організації Літературно-мистецька лабораторія «Чиста криниця».
- 1992—1996 — засновник та перший голова відродженої Цюрупинської міської організації Всеукраїнського товариства «Просвіта» імені Тараса Шевченка.
- 1994—2000 — засновник та перший голова Цюрупинської Малої Пластової групи Національної скаутської організації «Пласт».
- 1996—2000 — засновник та перший голова Херсонського обласного осередку Всеукраїнської молодіжної громадської організації «Молода Просвіта».
- З 1998 — засновник та постійний голова Цюрупинської районної організації Комітету виборців України.
- Від 1998 року до 2021 року — засновник та керівник оргкомітету Відкритого конкурсу молодих літераторів «Покоління ХХІ».
- 1999 — засновник Цюрупинської районної організації Суспільної Служби України.
- З 2000 — голова Херсонського обласного об'єднання Всеукраїнського товариства «Просвіта» імені Тараса Шевченка[2].
- 3 2005 — член Національної Спілки письменників України, головний редактор газети «Молодь Херсонщини»[3].
- 2007 — голова Цюрупинської районної організації Суспільної Служби України.
- Від вересня 2016 року до червня 2019 року — засновник та керівник оргкомітету Відкритого Благодійного фестивалю українського слова «Відлуння душі» пам'яті Наталі Коломієць.
- Від січня 2021 року до лютого 2022 року — засновник та керівник оргкомітету Міжнародного мистецького online-фестивалю «Хата-Фест».
- Жовтень — грудень 2021 року — засновник та керівник оргкомітету Всеукраїнського літературного фестивалю «Письменницька ватра над Дніпром».

Від вересня 2011 року до жовтня 2016 року — засновник та ідейний натхненник літературної кав'ярні «Ліtterra» при Голопристанській районній бібліотеці.
Олег Олексюк — головний редактор понад 200 літературно-художніх видань.
Серед основних — альманах дитячої та юнацької творчості «Чиста криниця» (9 випусків, 1995—2012), молодіжний альманах «Молода муза» (6 випусків, 2006–14), альманах «Літературний Херсон» (1 випуск, 2007), альманах «Мазепа і Херсонщина» (1 випуск, 2009), альманах «Голопристанська Litterra» (2 випуски, 2015–18).
З 2017 — член Національної спілки журналістів України. З 2020 — член Національної спілки краєзнавців України.

## Нагороди
Олексюка Олега Васильовича нагороджено: Почесними грамотами голови Херсонської обласної державної адміністрації, Херсонської обласної ради, голови Голопристанської районної державної адміністрації та голови Голопристанської районної ради, медаллю «Будівничий України» Всеукраїнського товариства «Просвіта» імені Тараса Шевченка та медаллю «За заслуги» Українського фонду соціальних гарантій військовослужбовців та ветеранів Збройних Сил. Указом Президента України від 7 грудня 2018 року № 420/2018 присвоєно Почесне звання «Заслужений працівник культури України».
Лауреат І-ї премії Всеукраїнського літературного конкурсу імені Володимира Дроцика за збірку поезій «Від берега „Я“ до пристані „Ти“» (2018).
Лауреат просвітянської премії імені Марійки Підгірянки в номінації «Література» за збірку сонетів «Межа» (2021).

## Творчість
Дебютував 1995 прозовою книжкою «Казка бабусі Акації», що розпочала авторську серію книжок для малят «Юльчина бібліотечка». Наступного року побачила світ перша збірка поезій «Ти — Україна».
Жанрова палітра поета різноманітна — балади, сонети, пісні, присвяти, акровірші, рондо, експромти, рімейки. Твори автора вміщені в колективних збірниках та альманахах «Степ», «Голос Батьківщини», «Ковток життя», «Гойдалки над степом», «З Україною в серці», «Письменницька ватра над Черемошем», «Солокія» тощо.
Переклав українською мовою з англійської окремі поезії Дж. Флетчера-старшого, М. Дрейтона, С. Деніела та ін., має десятки перекладів із російської.
Автор низки розвідок та критичних оглядів у періодиці з питань літератури і літературного процесу; літературно-мовознавче дослідження «Поетика творів Миколи Братана» (Херсон; Київ, 1999; 2004); збірка передмов "На крилах «Просвіти» (2008); статей та нарисів «До „Просвіти“» (1998), «Запрошуємо до духовної скарбниці Голопристанщини» (2015), «Артлабораторія „Українська Хата — талантами багата“: Перші кроки» (2020; усі — Херсон); збірки пісень «Школо-Либідко» (2005; 2007), «Блокнот» (2009), «Творчий час» (2019; 2020), «Добропілля» (2020; усі — Київ; Херсон), «Переспіви пісень Кота Леопольда» (Херсон, 1999; 2002).